# Kollenbey
Kollenbey (in früherer Schreibweise Collenbey) ist ein Teil der zwischen Halle (Saale) und Merseburg gelegenen Gemeinde Schkopau im Saalekreis (Sachsen-Anhalt). Nach der Ortsteilgliederung Schkopaus gehört es zum zentralen Ortsteil Schkopau.

## Lage und Ortstypik

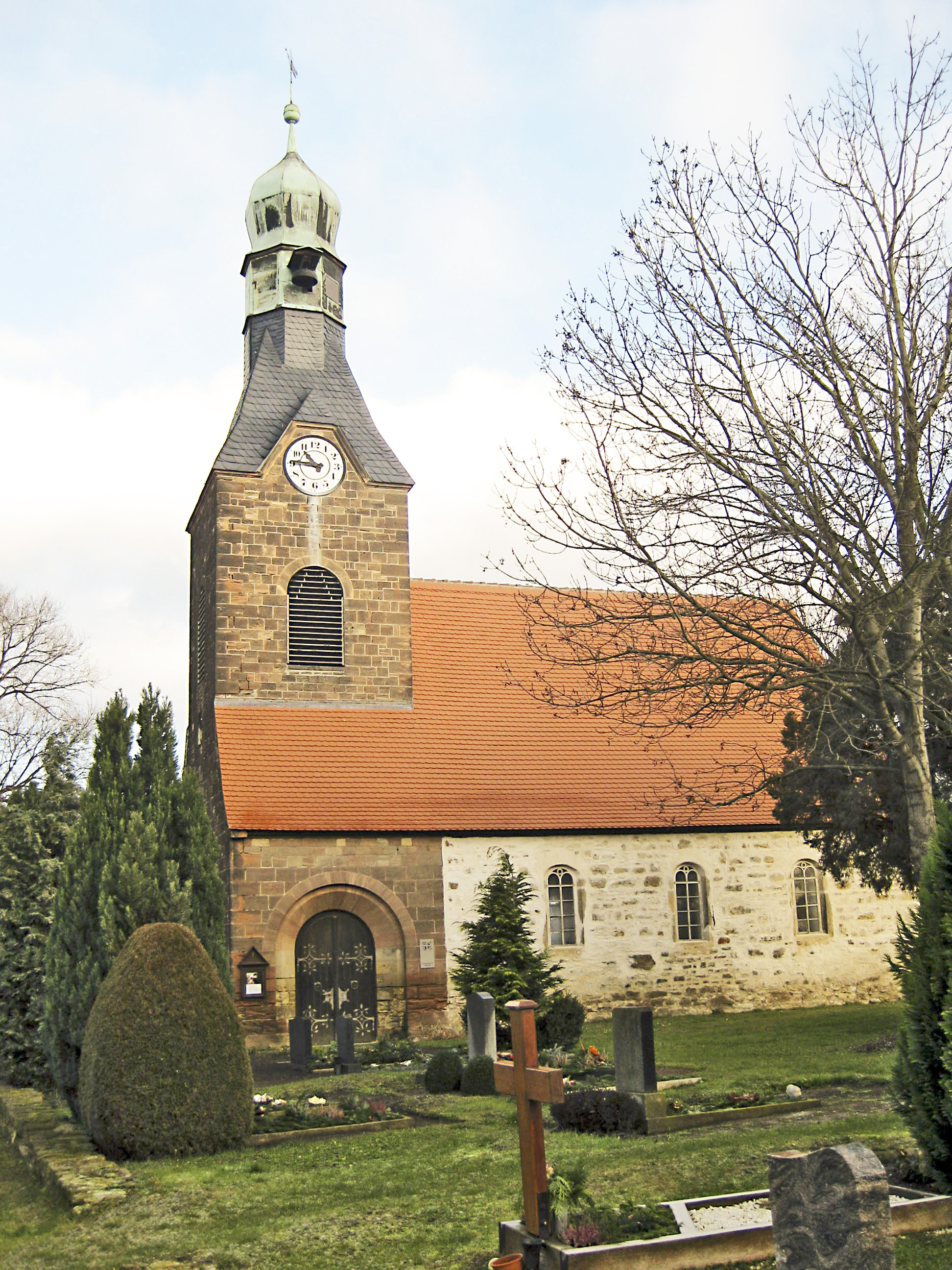
Kirche St. Nicolaus (2013)

Kollenbey liegt in der von zahlreichen Wasserläufen durchflossenen Saale-Elster-Aue und ist deshalb stark hochwassergefährdet. Im Süden wird es halbkreisförmig von der Gessert umschlungen, einem Altarm der Saale. Die Entfernung zum Zentrum des westlich von Kollenbey gelegenen Schkopau beträgt 1,4 km, die kürzeste Verkehrsverbindung wegen der notwendigen Saaleüberquerung jedoch 5 km. Zwei Kilometer nördlich von Kollenbey verläuft die Saale-Elster-Talbrücke, die längste Eisenbahnbrücke Europas.
Kollenbey ist ein Sackgassendorf. Nach einer Umrundung der leicht erhöht in der Ortsmitte stehenden Kirche führt die Straße wieder zum Ortseingang. Die Anzahl der Anwesen ist überschaubar, es sind insgesamt 27 Hausnummern vergeben. Die meisten Grundstücke liegen zwischen Straße und Gessert. Nach Schkopau besteht Schul- und Rufbusverbindung. Westlich verläuft die Bahnstrecke Halle–Bebra.
Als Sehenswürdigkeit Kollenbeys kann die unter Denkmalschutz stehende Kirche St. Nicolaus angeführt werden.

## Geschichte
Da die Bauzeit der Kirche von Kollenbey auf das 12. oder 13. Jahrhundert datiert wird, ist das Dorf als mindestens ebenso alt anzusehen. In Kollenbey existierte ein Rittergut, das zuletzt mit jenem in Schkopau verbunden war. Als Besitzer werden für das 16. bis 17. Jahrhundert Mitglieder der Thüringer Adelsfamilie von Nordhausen genannt. Nach den Kurfürsten von Sachsen im 18. und 19. Jahrhundert folgten ab 1881 die in Schkopau residierenden Herren von Trotha. deren letzter, Thilo von Trotha, wurde 1945 enteignet.
Kollenbey gehörte bis 1815 zum hochstift-merseburgischen Amt Merseburg, das seit 1561 unter kursächsischer Hoheit stand und zwischen 1656/57 und 1738 zum Sekundogenitur-Fürstentum Sachsen-Merseburg gehörte. Durch die Beschlüsse des Wiener Kongresses kam der Ort im Jahr 1815 zu Preußen und wurde 1816 dem Kreis Merseburg im
Regierungsbezirk Merseburg der Provinz Sachsen zugeteilt.
Am 20. Juli 1950 erfolgte die Eingemeindung nach Schkopau.

## Personen
- Thilo von Trotha, Reichstagsabgeordneter, wurde in Kollenbey geboren.
- Von 1907 bis 1920 wohnte der Maler und Grafiker Alfred Wessner-Collenbey (1873–1940) in dem Ort, dessen alte Schreibweise er daraufhin seinem Namen hinzufügte.